# 劉禹錫
劉 禹錫（りゅう うしゃく、772年 - 842年）は、中国唐代中期の詩人・政治家。字は夢得（ぼうとく）。中山靖王劉勝の子孫と自称しているが、匈奴屠各種の末裔である。詩豪と呼ばれた。河南郡洛陽県の人。

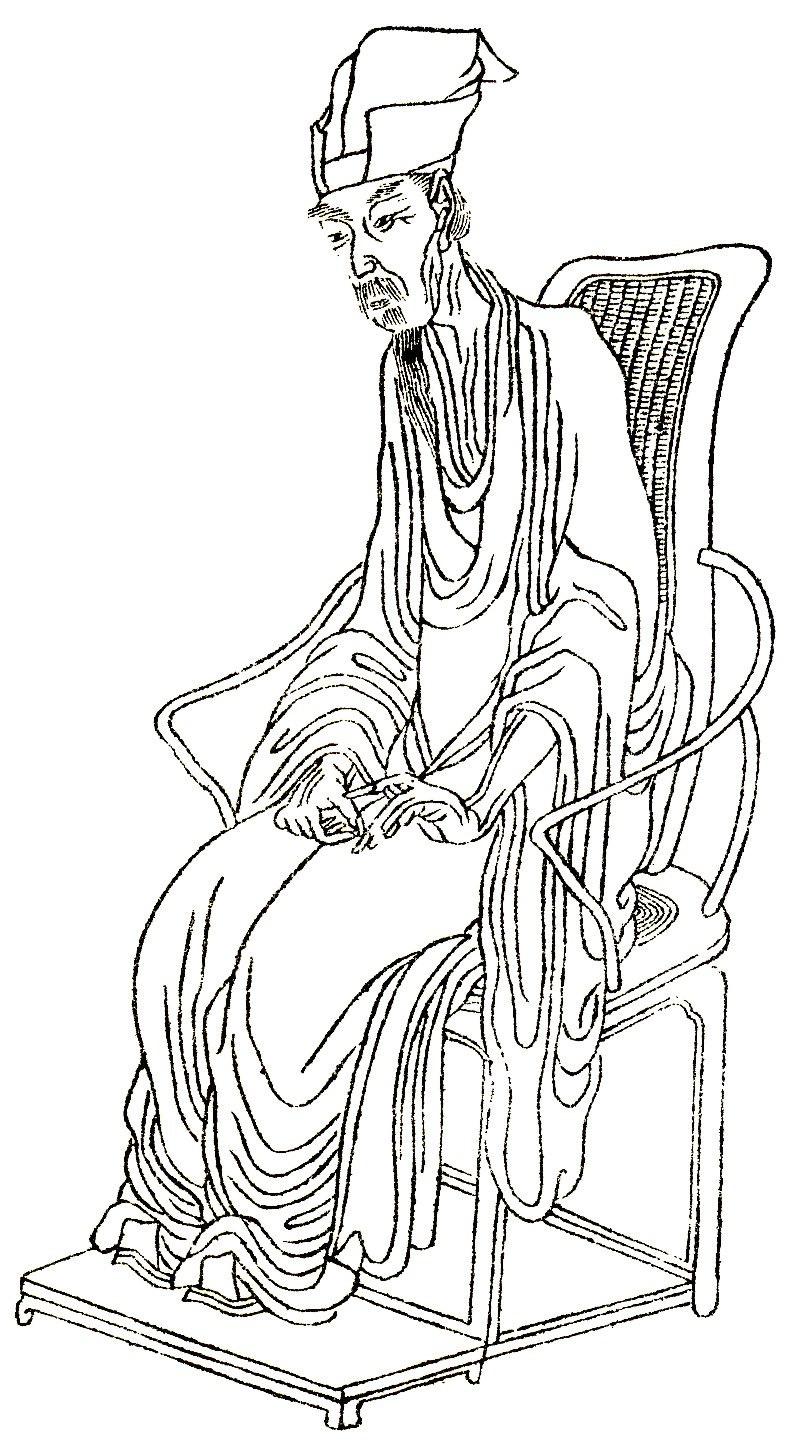
劉禹錫・『晩笑堂竹荘畫傳』より

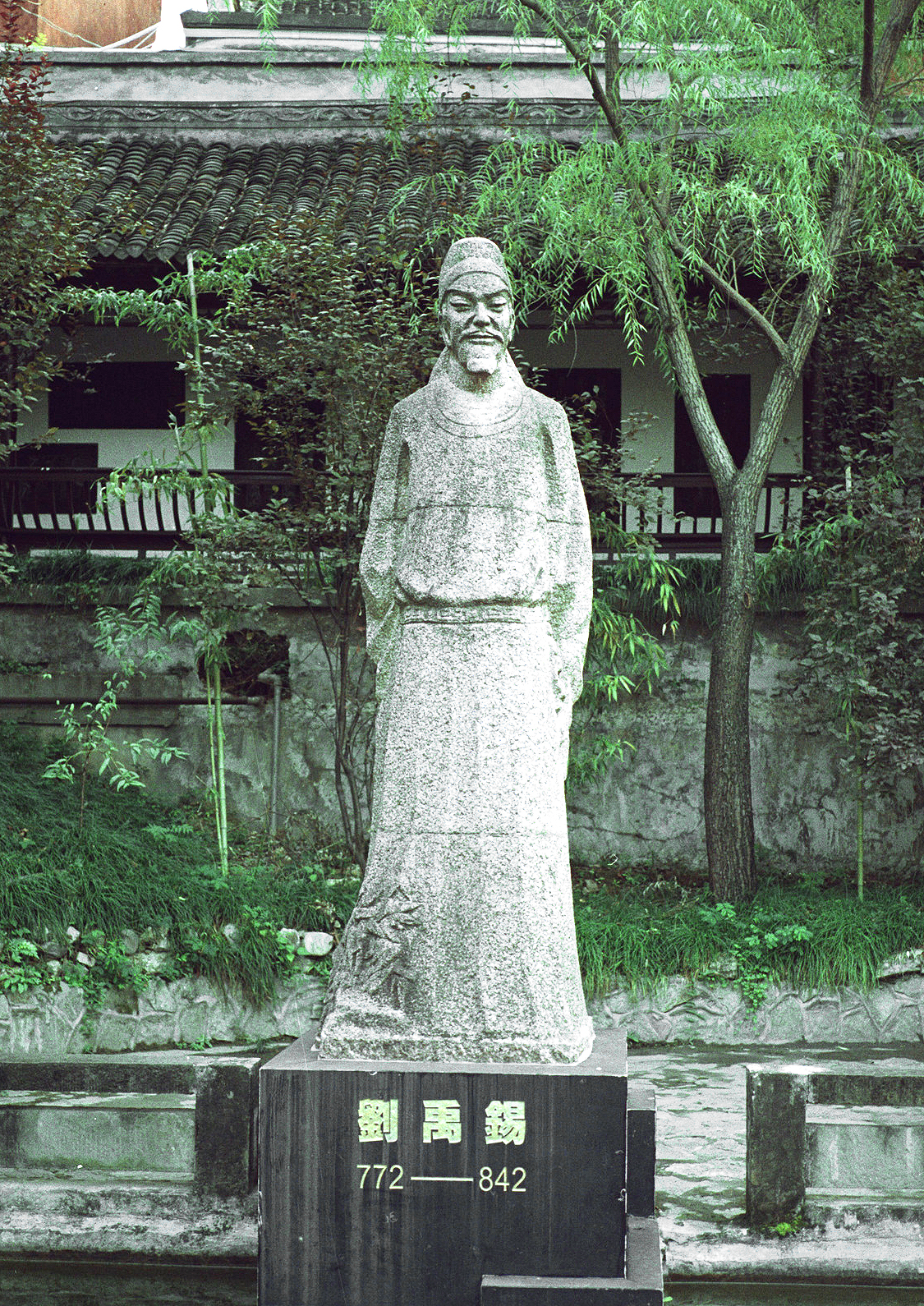
白帝城劉禹錫像

## 略歴
代々儒学者として名があった家に生まれた。貞元9年（793年）進士に及第した。淮南節度使であった杜佑の配下で書記を務めた。その後、中央政界で同じ年に進士となった柳宗元とともに王叔文の党派に連なり、徳宗末期の貞元年間から順宗時期を経て政治改革を推進した（永貞の革新）。なかでも劉禹錫は財政面を担当し、王叔文・王伾・柳宗元らとともに「二王劉柳」と並称されるほど重要な役割を果たした。急激な改革だったため彼らは武元衡のような政敵を多くつくってしまう。宦官の圧力のために在位8カ月にして順宗が退位させられ憲宗が即位すると武元衡ら守旧派が力を盛り返し、王叔文は失脚、劉禹錫も連州刺史に左遷を命じられ、その途次で朗州司馬に降格となった。このとき他の主立った同志も同じように各地の司馬に左遷された（八司馬事件）。朗州での約9年間、劉禹錫は文学に没頭するようになり、古来楚であった当地の風俗に取材した詩をつくったり、民衆のために祭祀用の歌詞をつくった。
元和10年（815年）、ようやく都の長安に召還されたが、玄都観（道教の施設）で詠んだ詩が政府の主流派を揶揄する内容だったためその怒りにふれ、連州刺史に逆戻りとなった。それから数カ所の刺史を経たあと、大和2年（828年）に長安に戻り主客郎中を拝命した。そこで劉禹錫はまたも玄都観で、前回の続編となる詩を詠んだ。このときは宰相裴度のおかげでどうにか左遷を免れていたが、その裴度が引退すると洛陽にやられた後、大和6年（832年）蘇州刺史にされた。このように劉禹錫は、狭量な性格ゆえにその地位が安定しなかった。その後も太子賓客となったり刺史となったりを繰り返した。
晩年は白居易と親交が深まり、元稹亡き後も詩を唱和し、その神妙さを讃えられた。最終的には検校礼部尚書・太子賓客で生涯を終えた。

## 詩風
左遷を経験したことから、楽府体の寓言詩で諷喩色の強い詩を詠んだ。例えば、蚊を小さい存在ながらも夏にはうるさく飛び回っては人を傷つけるさまを中央政界にいる佞臣に喩えた。いずれ冬が来れば蚊が絶えるように佞臣らも時の利を失って凋落するであろうとの意味を込めている。
また、各地で歌われていた歌曲に新たな歌辞をつくった。夔州刺史として赴任中には、この地の歌謡であった竹枝をもとにして「竹枝詞」を多く作ったことは有名である。

## 儒学
『天論』は柳宗元の『天説』に呼応するもので、天に関する考え方を変革する先鞭となった。従来の天人相関説に異議を唱え、天は万物を生成するだけであり、人は法によってそれらを制御することができると説いた。

## 伝記資料
- 『旧唐書』巻百六十
- 『新唐書』巻百六十八